# بابک پورغلامی
بابک پورغلامی فوتبالیست سابق و یکی از مربیان باشگاه فوتبال ملوان بندر انزلی است.

## زندگی‌نامه
۱۵ تیر سال ۱۳۶۰در بندرانزلی و در محله میان پشته به دنیا آمد. مدرک تحصیلی وی دیپلم فنی و حرفه‌ای است. پدرش کارمند کشتیرانی و در مادرش هم بازنشسته بیمارستان است. او یک پسر پنج ساله به نام امیررضا دارد. او بعد از رسیدن به سن بزرگسالی توانست به عضویت باشگاه ملوان در آید؛ و به تیم ملی جوانان ایران نیز راه یافت و زیر نظر مربیانی چون مهدی مناجاتی، علی دوستی و غلام پیروانی کار کرد. پست بازی وی در فوتبال دفاع است و در تمامی پستهای دفاعی قادر به بازی است.